# Franz Josef Radermacher
 (juin 2020).
Si vous disposez d'ouvrages ou d'articles de référence ou si vous connaissez des sites web de qualité traitant du thème abordé ici, merci de compléter l'article en donnant les références utiles à sa vérifiabilité et en les liant à la section « Notes et références ».
Franz Josef Radermacher, né le 20 mars 1950 à Aix-la-Chapelle (Allemagne), est un universitaire et écrivain allemand.
Il est professeur d'informatique à l'université d'Ulm et chef de l'Institut de recherche pour le traitement des connaissances appliquées. Il s'est fait connaître notamment par son attachement à voir naître une économie de marché éco-sociale dans le monde, et par son implication dans l'initiative plan Marshall Global qui s'est développée depuis 2003. Il œuvre  pour une répartition plus équitable de la mondialisation et que pour naisse un monde en équilibre.

## Parcours
- Radermacher a obtenu un doctorat en mathématiques à l'université technique de Rhénanie-Westphalie à Aix-la-Chapelle en 1974. Il a obtenu un second doctorat en économie à l'université de Karlsruhe en 1976.
- De 1983 à 1987, Radermacher a été professeur d'informatique appliquée à l'université de Passau.
- Depuis 1987, il est professeur d'intelligence artificielle et bases de données à l'université d'Ulm.
- De 1988 à 1992, il fut le président de la Société de mathématiques, économie et recherche opérationnelle.

Radermacher est un expert de renommée mondiale dans les domaines de la mondialisation, l'innovation, la prospective, la surpopulation et le développement durable mondial. [réf. nécessaire]
Franz Josef Radermacher et Josef Riegler figurent parmi les pères spirituels de l'initiative Plan Marshall Global la vision sous-jacente d'un réseau mondial basé sur une économie de marché éco-sociale.

## Titres et distinctions
- En 1997, il a remporté le prix scientifique de la Société pour les mathématiques, économie et recherche opérationnelle.
- En 2002, il devient membre du Club de Rome.
- En 2004, il a reçu le prix des citoyens innovants.
- En 2004, il a reçu le prix Conscience planétaire du Club de Budapest pour sa vision exemplaire de la conscience de la responsabilité globale, et en particulier pour le développement de son modèle d'une économie de marché Ecosocial dans le monde.
- En 2005, il obtient le prix de Salzbourg Robert Jungk pour ses recherches sur le futur.
- En 2007, il a eu le prix Vision.
- Toujours en 2007, il a reçu les titres délivrés par la Fondation Karl-Werner Kieffer pour ses contributions à l'initiative Plan Marshall Global.
- En 2008, il a reçu le prix de l'Intégration de la Fondation Apfelbaum.

## Œuvres
- V. Braitenberg, FJ Radermacher (eds) : Approches interdisciplinaires à une nouvelle compréhension de la cognition et la conscience. Band Score Vigoni Villa Conférence, Italie 1997e University Press Ulmer, 2007.
- Imdahl H., F. J. Radermacher : Évolution et intelligence. Ulm Universitätsverlag, 1994.
- Kaempken, T.; Pestel, R., Radermacher, FJ: Concept de fonds propres normatifs de calcul', 2003.
- Pestel, R., Radermacher, FJ (dir.) : Société de l'information ? mondialisation et développement durable. Le Monde en 2050. Ulm Universitätsverlag (FAW), 1995.
- Radermacher FJ : Intelligence-connaissance-conscience, les systèmes de considérations théoriques, les possibilités techniques et questions philosophiques. Bielefeld, Kleine, 1998.
- Radermacher FJ : Équilibre ou destruction : l'économie de marché éco-sociale comme clé du développement durable au niveau mondial. Europe Forum éco-social, (éd.), Vienne, août 2002.   (ISBN 3-7040-1950-X).
- Radermacher FJ : 10 ~> 04h34 - La formule pour la croissance et l'équité. Image de la science, 2002.
- Radermacher FJ : Plan Marshall Global / contrat planétaire - un programme éco-social pour un monde meilleur. Europe Forum éco-social, (éd.), Vienne, septembre 2004.
- Radermacher FJ : Les Perspectives pour le monde - quel avenir nous attend ? - Journal de la géodésie, l'information spatiale et la gestion des terres.  2004.
- Radermacher FJ : Façonner la mondialisation. Terra Media Verlag, Berlin, 2006.
- Franz Josef Radermacher, Beyers Bert : L'Avenir mondial - la survie au XXIe siècle. Verlag Murmann, Hambourg 2007.   (ISBN 978-3-938017-86-9).
- Franz Josef Radermacher, Miller tête Marianne, Peter Spiegel : Global Impact - La nouvelle responsabilité globale. Verlag Carl Hanser, Munich 2009. .  (ISBN 978-3-446-41730-4).